# Mandurriao
Mandurriao ist einer der sechs Stadtbezirke von Iloilo City, Hauptstadt der gleichnamigen Provinz im südlichen Teil der philippinischen Insel Panay und liegt im westlichen Teil der Visayas. Die ehemalige Stadtgemeinde wurde 1937 offiziell zu Iloilo City eingemeindet.
Der Ort bestand ursprünglich aus kleinen Dörfern und weit ausgedehnten Reisfeldern, bis er am Anfang der 1980er Jahre von der Stadtregierung stark urbanisiert und wirtschaftlich vorangetrieben wurde. Hier befand sich der alte Mandurriao Domestic Airport, welcher jetzt von der Megaworld Corporation zu einer industriellen Erweiterung der Stadt entwickelt wird. Hier befindet sich auch der Benigno Aquino Avenue (Diversion Road), wo auch das größte Einkaufszentrum SM City Iloilo sowie Bars, Büros, Diskotheken, Cafés, noble Hotels und Restaurants liegen. Der Ort gilt heute als Zentrum des pulsierenden Nachtlebens in Iloilo City.
Nennenswerte Sehenswürdigkeiten sind die Nightlife Strips der Smallville Business Complex und Riverside Business Park sowie die alte Kirche und der Marktplatz von Plaza Mandurriao.